# 주평초등학교
주평초등학교는 대한민국 전라북도 진안군 상전면 주평리 1240에 있었던 초등학교이다.

## 연혁
- 1963년 5월 4일 상전국민학교 주평분교장 개교
- 1967년 3월 25일 주평국민학교로 승격
- 1996년 3월 1일 주평초등학교로 개칭
- 1999년 3월 1일 폐교